# Per-Albin-Hansson-Siedlung

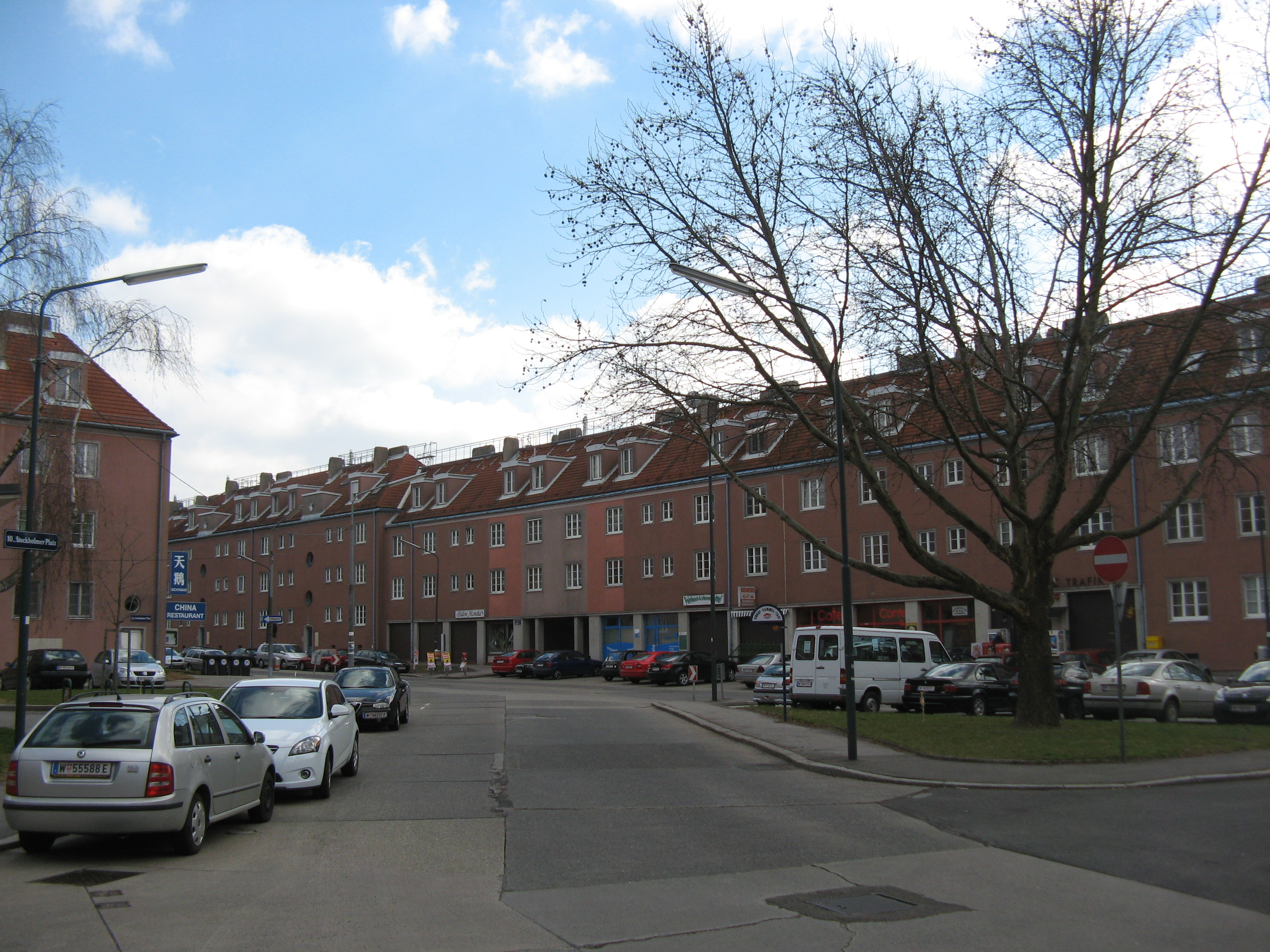
Stockholmer Platz i Per-Albin-Hansson-Siedlung West.

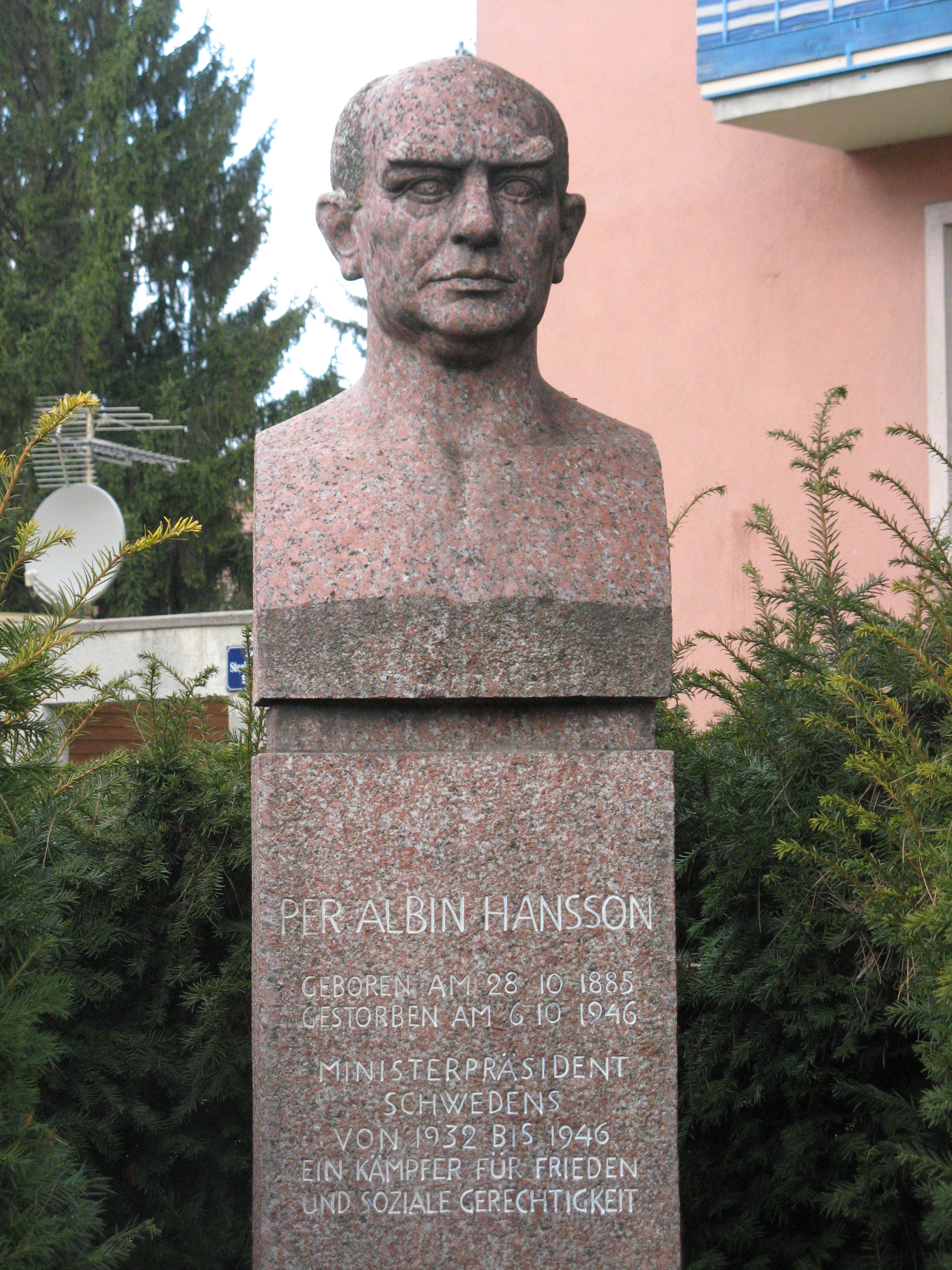
Minnesmärket Denkmal für Per Albin Hansson vid Stockholmer Platz.

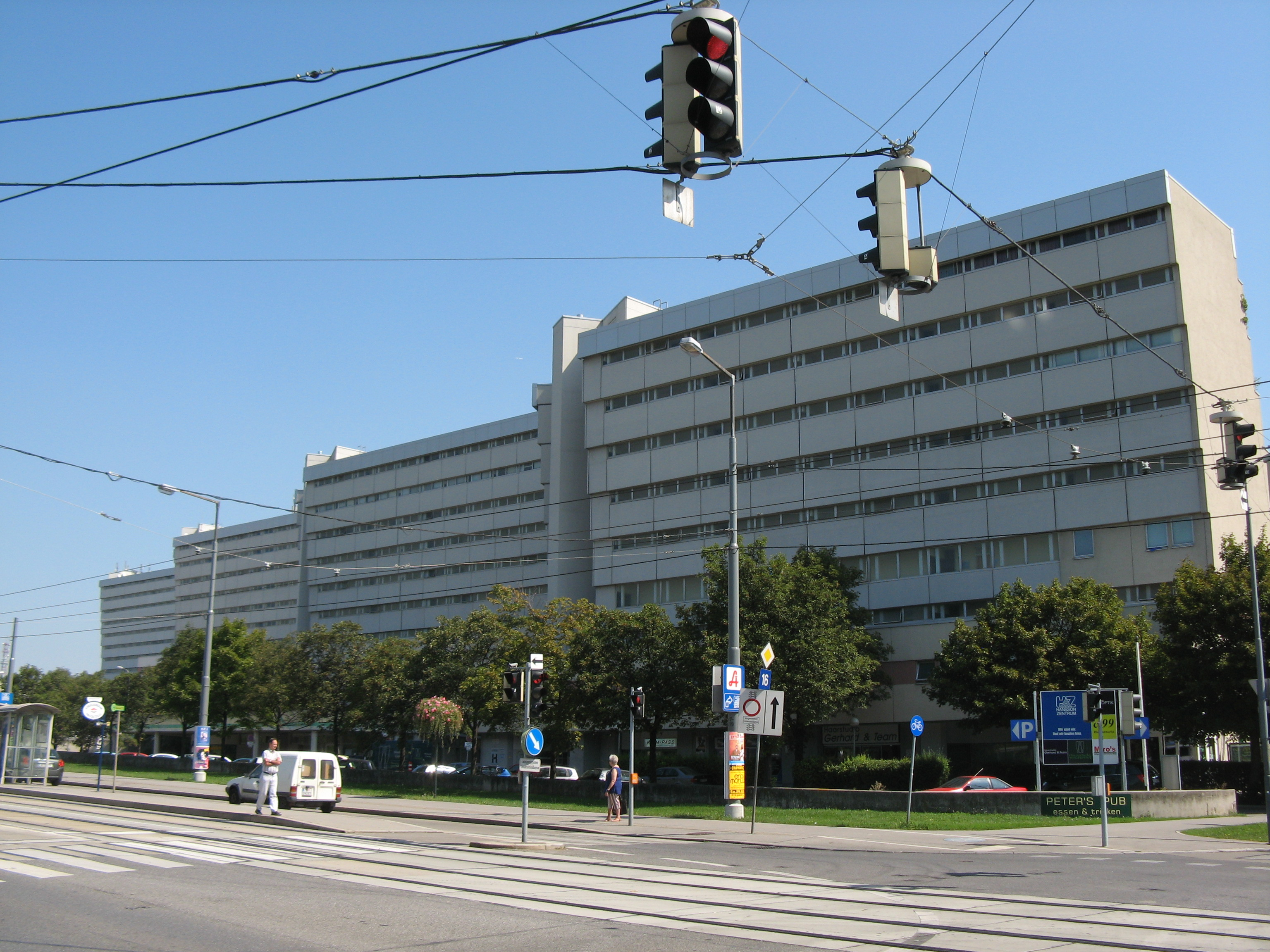
Favoritenstraße 239–241, Per-Albin-Hansson-Siedlung Ost.

Per-Albin-Hansson-Siedlung är ett bostadsområde i stadsdelen Favoriten i Wiens södra utkant. Området tillkom 1947 (namnet sedan 1951) efter ekonomiskt bistånd från den svenska staten som tack för den svenska regeringens initiativ att bland annat sända två Vibro-maskiner, vilka gjorde det möjligt att producera det byggnadsmaterial som sedan kom att användas i uppförandet av bostäderna, därav namnet efter förre statsministern Per Albin Hansson. Gatorna i området har också Sverigerelaterade namn såsom Göteborggasse, Bernadottegasse och Selma Lagerlöfgasse. Ett torg heter också Volksheim (Folkhemmet). Utformningen av Per-Albin-Hansson-Siedlung påminner om svenska områden från samma tid såsom Rosta i Örebro och Årsta i Stockholm, med arkitektonisk betoning på småskalighet och rustika material.

## Estetisk och politisk pragmatism
Även om området påminner om svenskt bostadsbyggande från 1950-talet är området snarare ett uttryck för estetisk och politisk pragmatism där traditionen av tysk-österrikiskt siedlung-byggande och socialt bostadsbyggande i Wien (Det röda Wien) sammanfaller med moderna internationella strömningar såsom att organisera området i grannskap. Området ritades av Franz Schuster, elev till Heinrich Tessenow som var tongivande inom siedlung-byggande i Tyskland. Schuster förde alltså både Wiens tradition av socialt bostadsbyggande och tysk-österrikiskt bosättarbyggande vidare i en moderniserad tappning med närcentrum och integrerad spårvagnskommunikation till Wien, men med en rad svenska konnotationer.

## Senare kopplingar till svenskt bostadsbyggande
Det är egentligen först senare, på 1950-talet, som Wien och Österrike tog mer direkt inspiration av svenskt bostadsbyggande och det som internationellt kom att kallas för ”New Empiricism” som byggde på erfarenhet och praktisk kunskap; dels på de studier av bostadsfunktioner och boende som svenskarna bedrev, dels på den hantverksmässiga och inhemska traditionen. Den kommunala bostadsanläggningen ”Thimiggasse-Möhnergasse” i Wien-Währing av Euler/Thurner är i linje med detta och skiljer ut sig genom sin differentierade och till området anpassade bebyggelsestruktur. Vidare är ”Pointengasse-Andergasse” i Wien-Hernals ett bostadsområde som arkitekterna Theiss/Jaksch arrangerade som trappstegsformigt avtagande hus i rader, lamellhus och Y-formade stjärnhöghus med omfattande hänsyn tagen till topografin. Även ett höghusområde i Kaisermühlen i distriktet Donaustadt kan betraktas som influerat av svenskt bostadsbyggande.